# Irán en los Juegos Paralímpicos de Nagano 1998
Irán estuvo representado en los Juegos Paralímpicos de Nagano 1998 por dos deportistas masculinos. El equipo paralímpico iraní no obtuvo ninguna medalla en estos Juegos.